# Ідеальне місто

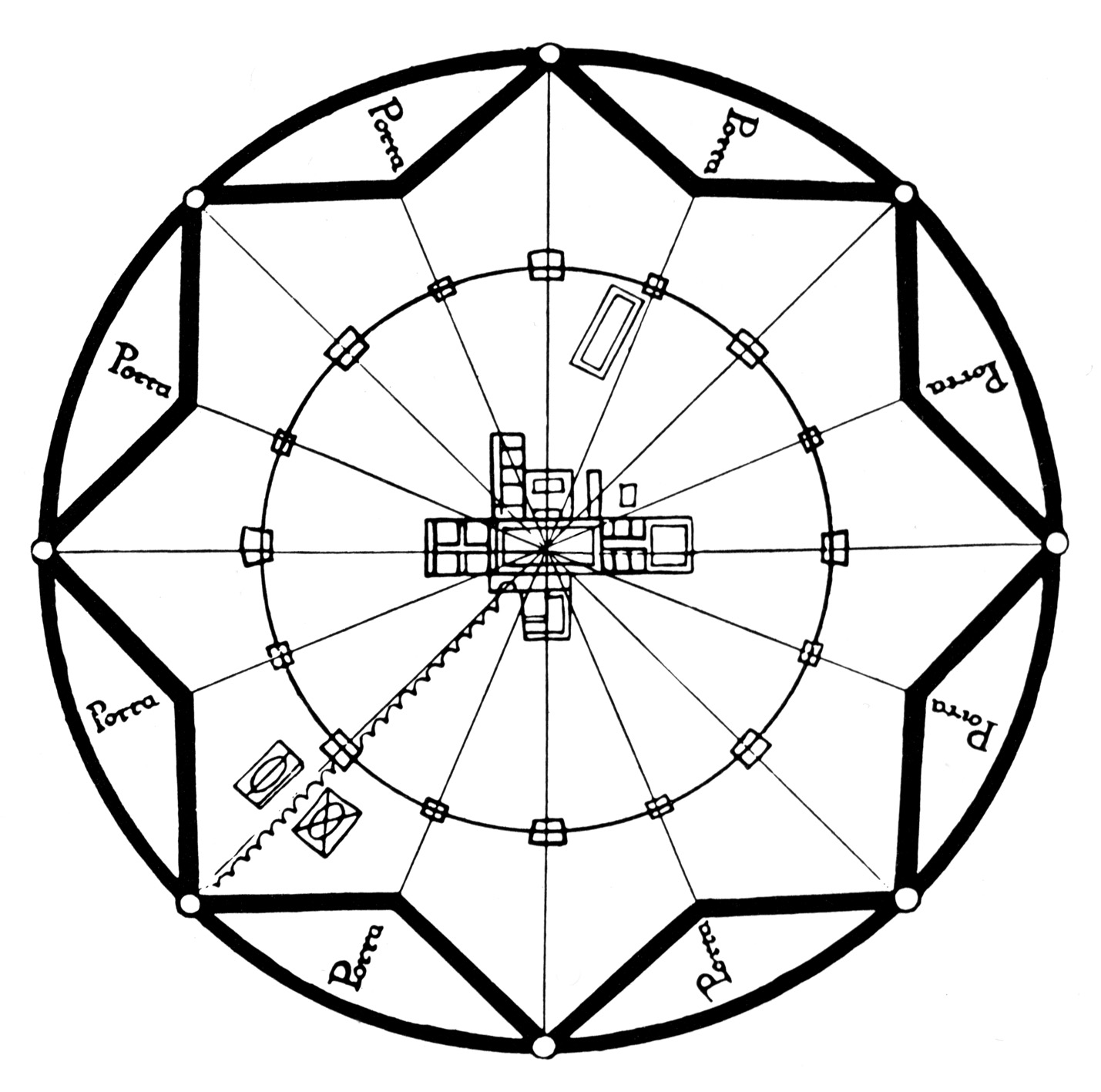
Филарете. Ідеальне місто Сфорцинда

 Ідеальне місто — архітектурна і містобудівна ідея створення міста, досить бездоганного в планах безпеки, архітектурного образу, соціального устрою, гармонічно поєднаного з навколишнім середовищем. Існує в проєктах, теоретичних працях, в візуальних відтвореннях (картини, гравюри). Було зроблено декілька спроб відтворити ідеальні міста в реальності, але повної реалізації ідеї досягти не вдалося нікому.

## Історія

### Архітектор Гіпподам. Ідеальний Мілет?

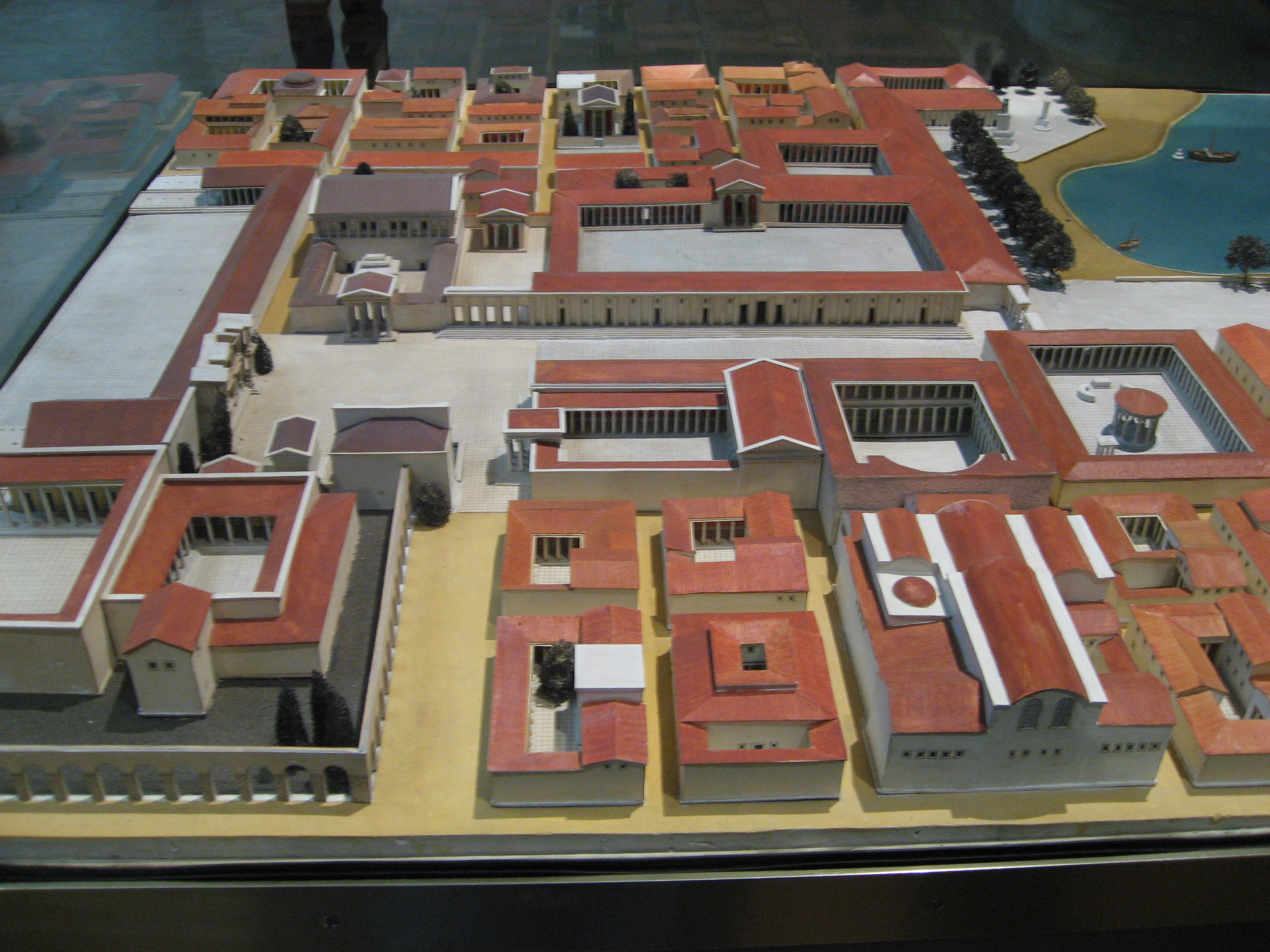
Модель міста Мілет, запроєктованого Гіпподамом, Пергамон музей Берлін.

Він мешкав у місті Мілет на узбережжі Егейського моря. Колонії греків воювали з тодішньою Персією, дістались міста Сарди, пограбували і спалили його. Відповіддю була навала перського війська, а розгніваний цар Дарій наказав зруйнувати Мілет. Так трагічний випадок дав змогу архітектору запроєктувати нове місто майже на звільненому від споруд і історичної пам'яти місцевості. Сучасні науковці назвали Іпподама творцем першого ідеального міста, а його — першим утопістом.
Іпподам спроєктував новий Мілет. Той мав би 10 000 мешканців і був поділений на три частини: 1) для військових, 2) для ремісників,3) для землеробів. План міста нагадував шахову дошку, де все підкорялось симетрії і геометрії. Цей план набув популярності і за схемою Гіпподама будували в різних грецьких містах.

### Ідеальне місто Платона
Про план міста Іпподама добре знав і філософ Платон (427—347 рр. до н. е.) Він і переніс його в свій твір «Держава». Бо план Гіпподама нічим не був схожим на  тогочасні Афіни — вузькі і криві вулиці, незграбні домівки, відсутність приватних садів, бруд і сміття тощо. Ідеальне місто Платона поділене на 12 частин, вулиці прямі, заокруглені площі, будинки ошатні, але схожі один на одного, щоб не викликати заздрість і змагання перевершити сусіда. Афіняни мріяли про багатство, воліли багатства і діяли заради багатства. Платон же волів скасувати усі протиріччя в своєму ідеальному місті, що вже виходило за межі чисто архітектурних і містобудівних ідей. Страшна реальність і красива теорія вкотре не збігались і не підпорядковувались одна одній. Але ідея виявилась живою.

### Доба Відродження

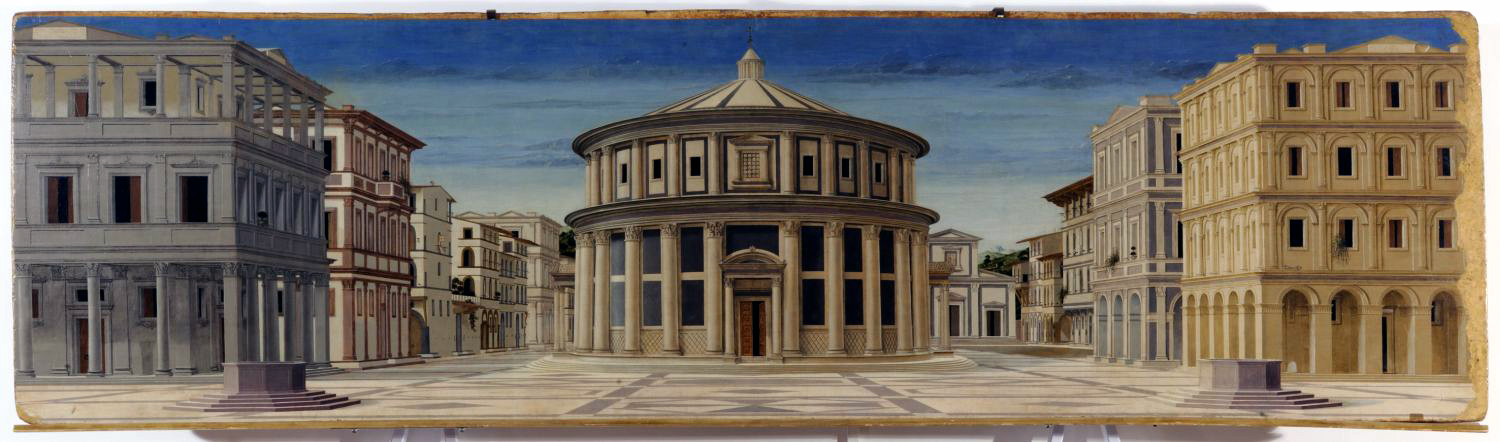
Ідеальне місто за італійцем анонімом XV століття (П'єро делла Франческа або Мелоццо да Форлі або Леон-Баттіста Альберті або Лучано да Лаурана).

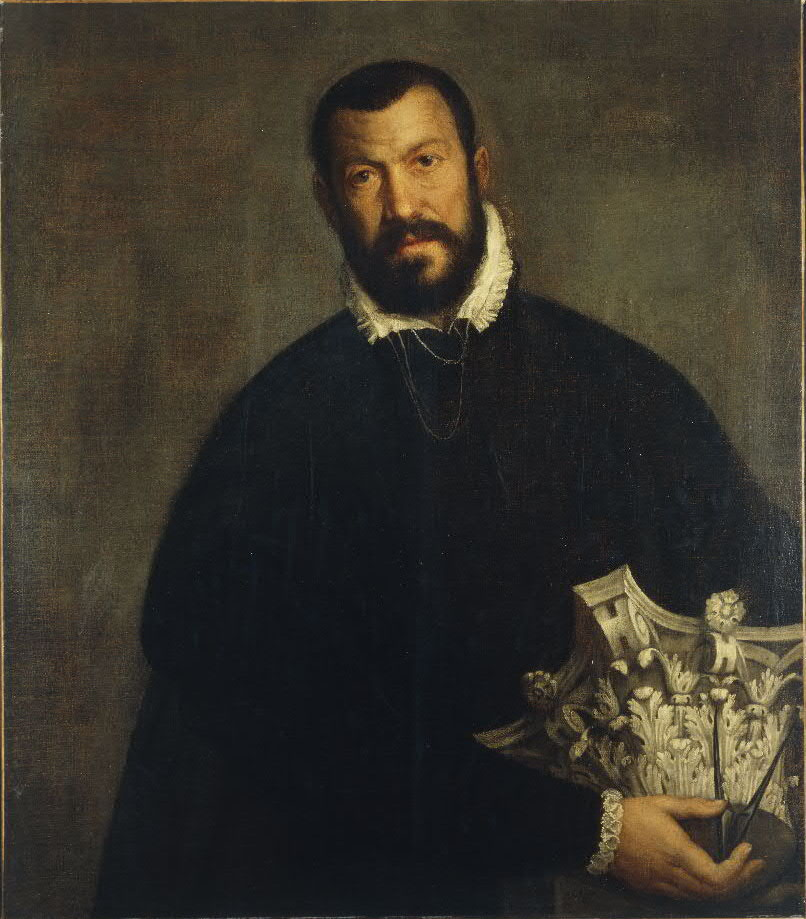
Архітектор Вінченцо Скамоцці (худ. Паоло Веронезе)

Мода на вивчення античного спадку в Італії доби Відродження не обійшла і ідею створення ідеального міста. Невідомий італійський художник створив картини з краєвидами трьох ідеальних міст. Їх вулиці регулярно сплановані, а будинки архітектурою нагадують тогочасні італійські.
До проєктів розпанування ідеального міста звернулись і теоретики і архітектори Італії. Серед них:
- Філарете;
- Франческо ді Джорджо ді Мартіні;
- П'єтро Катанео[it] (1510—1569/1573);
- Вінченцо Скамоцці.

Останньому навіть вдалося побудувати ідеальне місто неподалік від Венеції на межі з Альпами — Пальма Нуова. Постійні війни і небезпека спричинили проєктування саме міст-фортець, де ідеальне розпланування починалось за фортечними мурами і вежами. Ідея міст-фортець була перенесена італійськими архітекторами і військовими інженерами в інші країни. За схемами ідеальних міст-фортець зроблене розпланування тогочасних міст-фортець Бар, Жовква, Броди, що на території сучасної України. Бар є першим містом у східній Європі, де було запроваджено концепцію ідеального міста.

### Ідеальне місто Леонардо

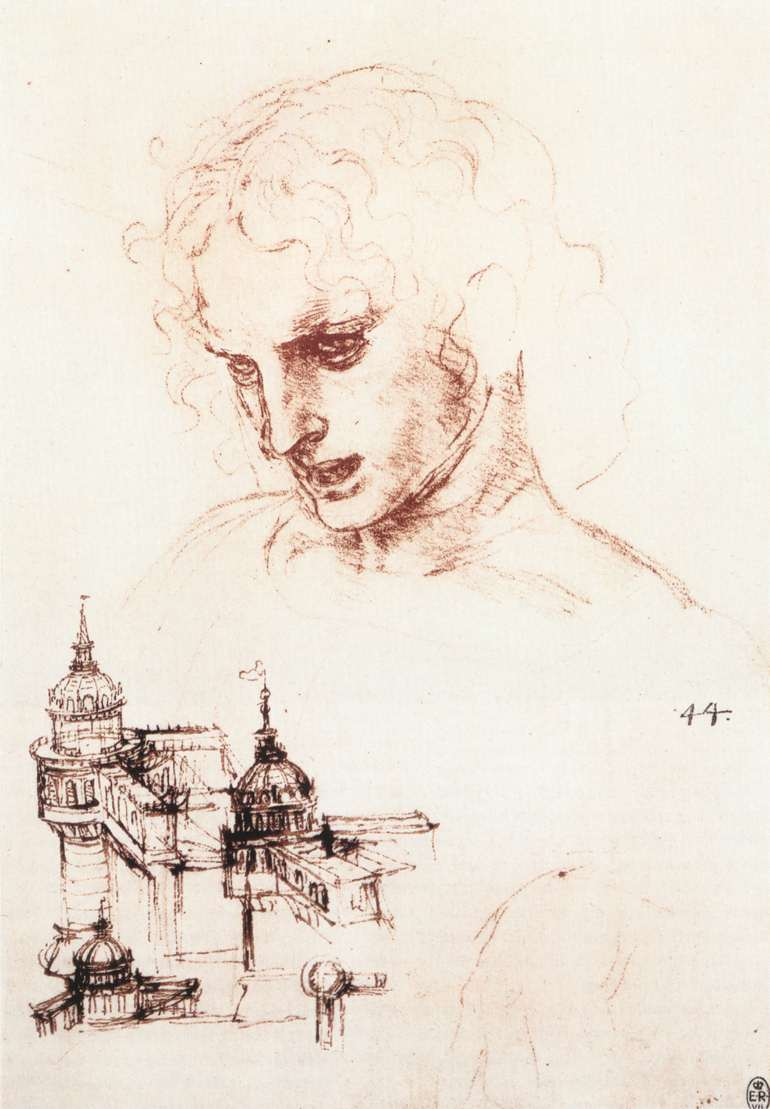
Малюнок Леонардо з дворівневою фортечною забудовою

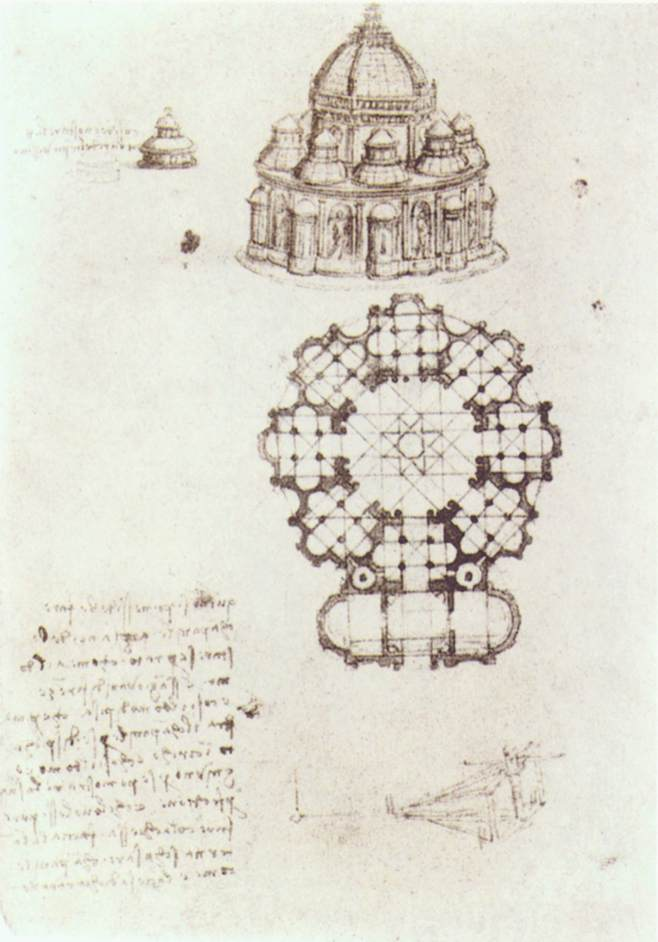
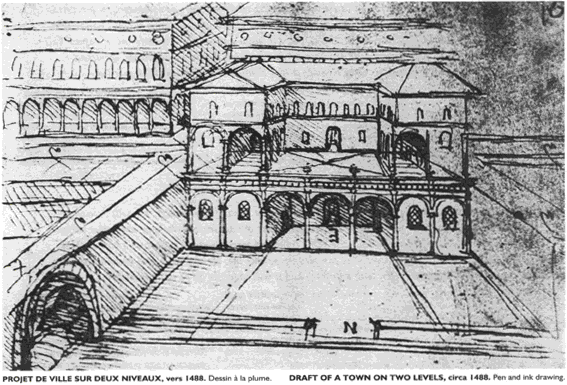
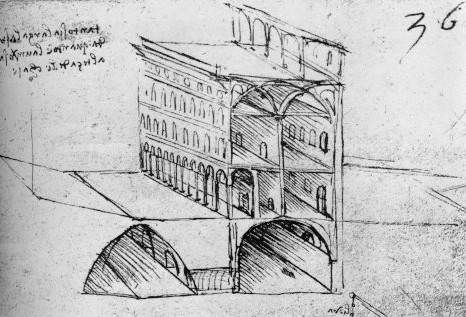
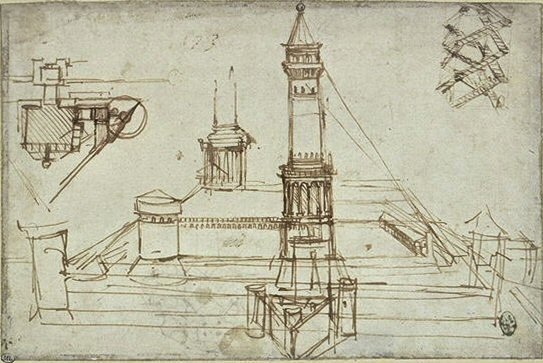

Є відомості про звернення до проєкту ідеального міста самим Леонардо да Вінчі. Серед його збережених малюнків віднайдені зображення центричного храму та якихось галерей. За припущенями,  архітектурні проєкти Леонардо брався робити ще у Мілані. Чотири останні роки життя він провів у фактичній еміграції у Франції. Там і був створений проєкт (чи-то начерк проєкту) ідеального міста, названого Ромолонтіно («маленький Рим»). За цим проєктом ідеальне місто мало два рівні. Перший — поземний — був призначений для шляхів і підвозу матеріалів, вулиць, торговельних лавок та комор, ремісничих майстерень. Житла (багатоповерхові палаци) на пілонах були розплановані на другому поверсі серед галерей, призначених для прогулянок на свіжому повітрі. Але Ромолонтіно так і залишився лише проєктом.

### XVIII століття

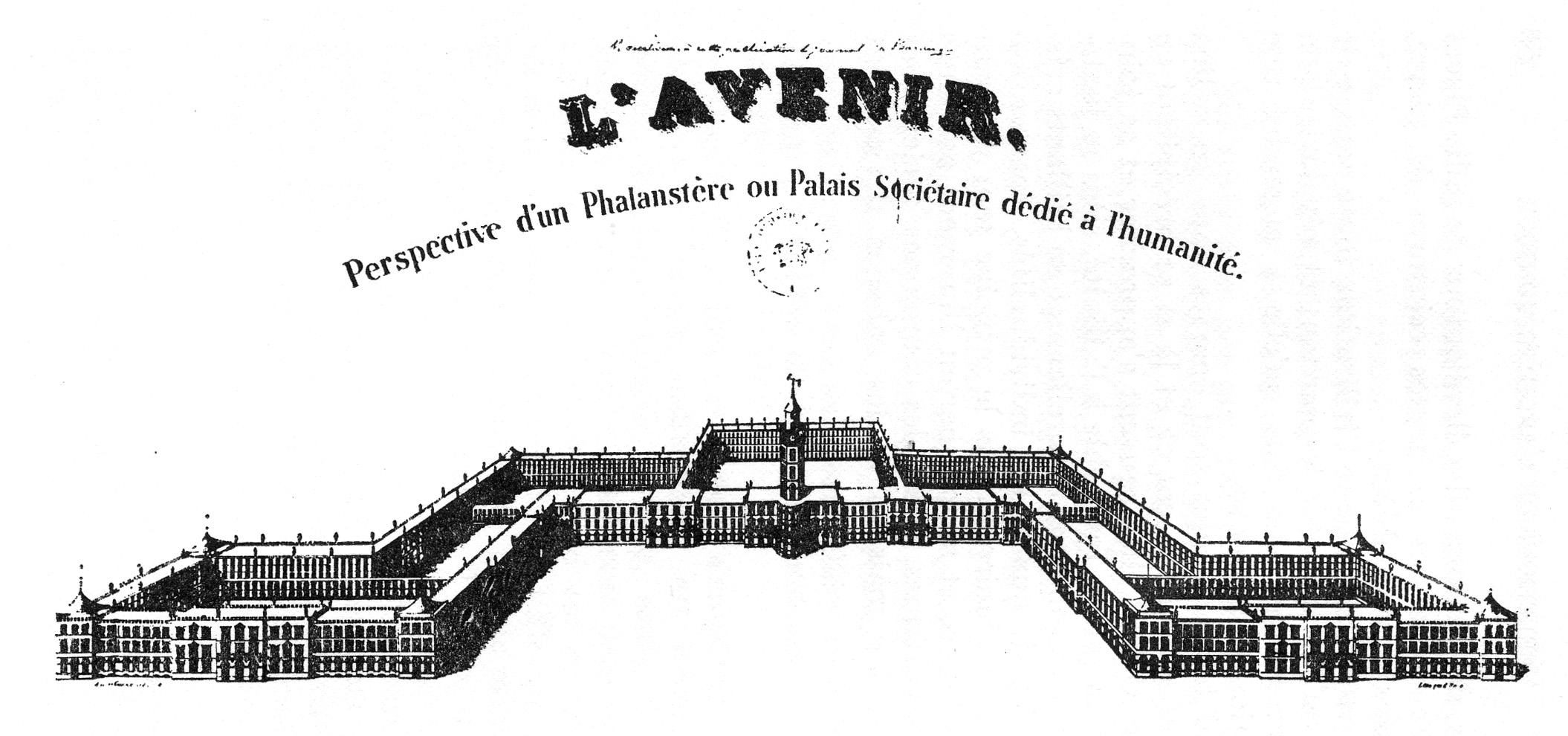
Фаланстер Шарля Фурьє

Утопічні ідеї про побудову ідеального міста дожили до XVIII століття. Протиріччя доби й умови промислового перевороту спонукали пошуки ідеї справедливого (ідеального) суспільства. Акцент був перенесений з архітектури на суспільний устрій, ідею справедливості, рівності громадян тощо. Архітектурі відведена підкорена, функціональна  роль, хоча деякі проєкти нагадують велетенські палаци і не позбавлені казкової гігантоманії (Фаланстер Шарля Фурьє).

### ХІХ—ХХ століття
У ХІХ столітті відбувся перший етап так званого « дикого капіталізму», через який пройшла більшість країн Європи. Важкий історичний етап супроводжувався загибеллю багатьох дворянських садиб, масовим вивільненням селян з кріпацтва, спустошенням сіл, появою дешевої робочої сили, що подалася в міста, перенаселення міст і поява трущобних районів. Європою покотилася хвиля урбанізму.

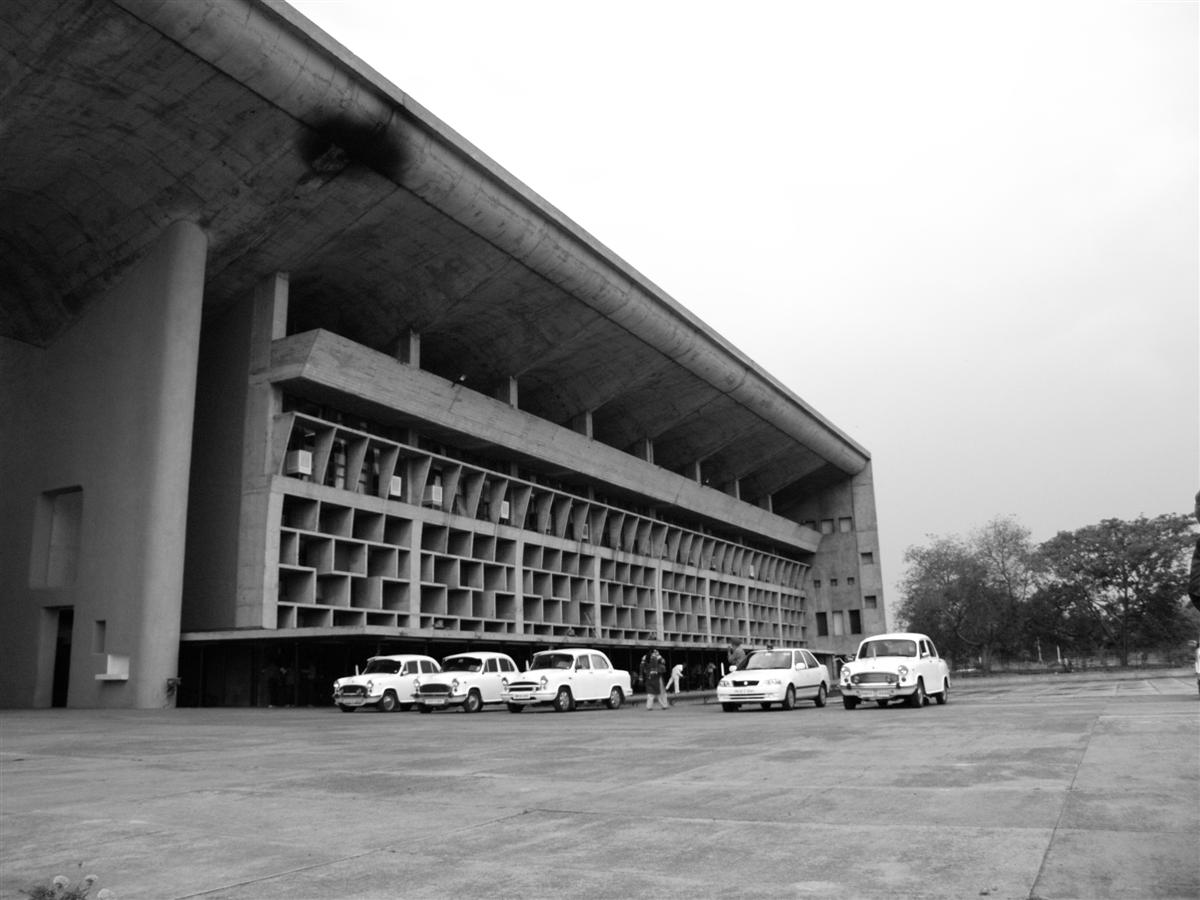
Індія, Чандігарх, палац Юстиції на 2007 рік.

До пошуку виходу з кризової ситуації залучились політики, філософи, суспільні і благодійницькі спілки. Свій засіб вирішення проблем нездорового урбанізму представили і архітектори. Не змінюючи суспільних інститутів і приватної власності, архітектори запропонували хибні містобудівні проєкти типу «місто-сад» (Эбенезер Говард, 1902), «індустріальне місто», «місто-смуга, тобто линійне місто», «соцмісто». «Місто-смугу» навіть почали будувати в передмісті Мадриду у 1882 році.
Ідея була такою привабливою, що некритично була перенесена у ХХ століття, коли в різних регіонах світу збудували декілька міст на порожньому місці — без історичної пам'яті, у вигаданих формах функціоналізму, без урахування національних традицій, клімату тощо. Швейцарець за походженням, Ле Корбюзьє (Шарль Эдуард Жаннере, 1887—1965) будує у Франції, Росії, Індії. В Індії він і вибудував місто Чандігарх — надзвичайно близьке до так званих ідеальних міст — без історичної пам'яті, у вигаданих формах функціоналізму, без урахування національних традицій.

### Нова Столиця Бразилії
Усі ознаки «ідеального міста»

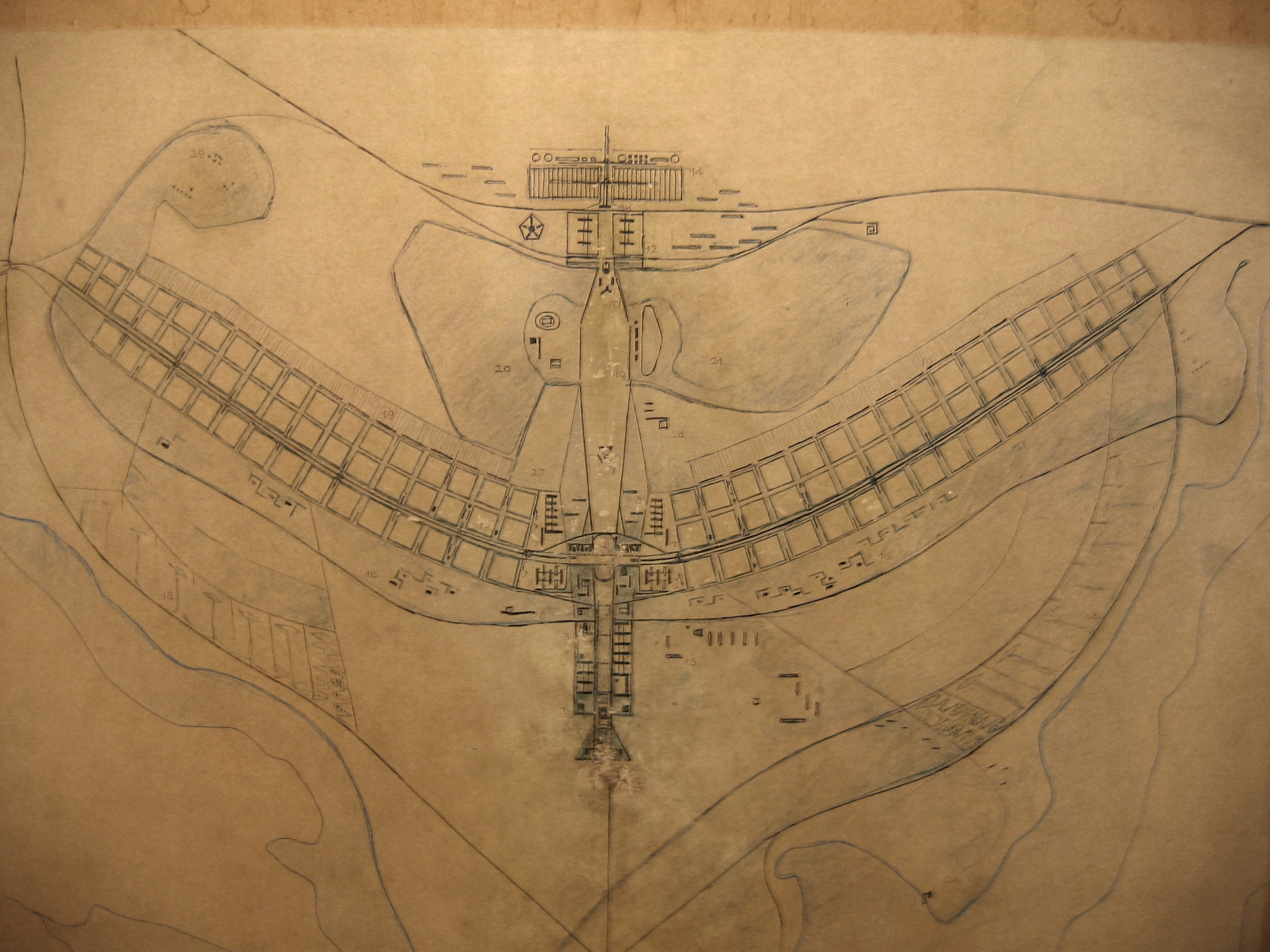
План нової столиці

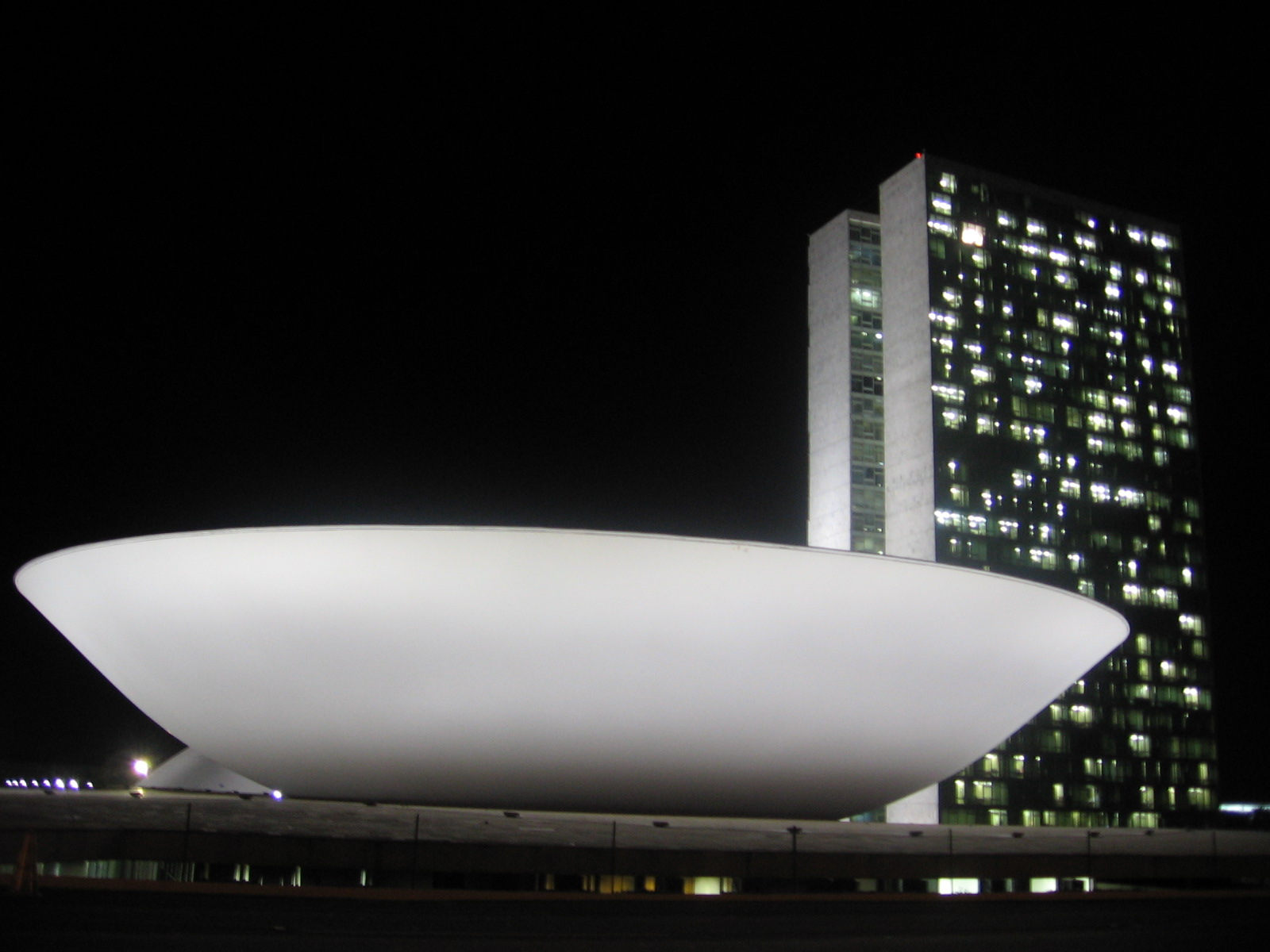
Центр Бразиліа вночі

мала і побудова нової столиці Бразилії. Уособленням усього нового мало стати місто Бразиліа, яке за планом повинно було спонукати до розвитку і включення в промисловий обіг необжиті райони півночі країни.
Незважаючи на поклоніння авторитету Ле Корбюзьє і дотримання стилістики функціоналізму,виявились і важливі відмінності. Авторський колектив архтекторів на чолі з Оскаром Німейєром планували ідеальне місто — без історичної пам'яті, на порожній території тощо. Але могутня історична містобудівна традиція Бразилії, вирощена на колоніальному бароко,проривалася через засилля геометричних і спрощених форм. Нове обличчя столиці формував центр (площа Трьох Влад) з парадоксально простими, геометричними формами, композиція яких почала сприйматися як символ і формула новітньої архітектури. Футуристична захопленість зайшла настільки далеко, що новітність мали випромінювати навіть назви:
- резиденція президента — Палац Алворада (Світанку);
- будівля уряду — палац Планалту (Бразильського Плоскогір'я — саме тут побудована нова столиця);
- будівля Національної металургійної компанії — палац Розвитку тощо.

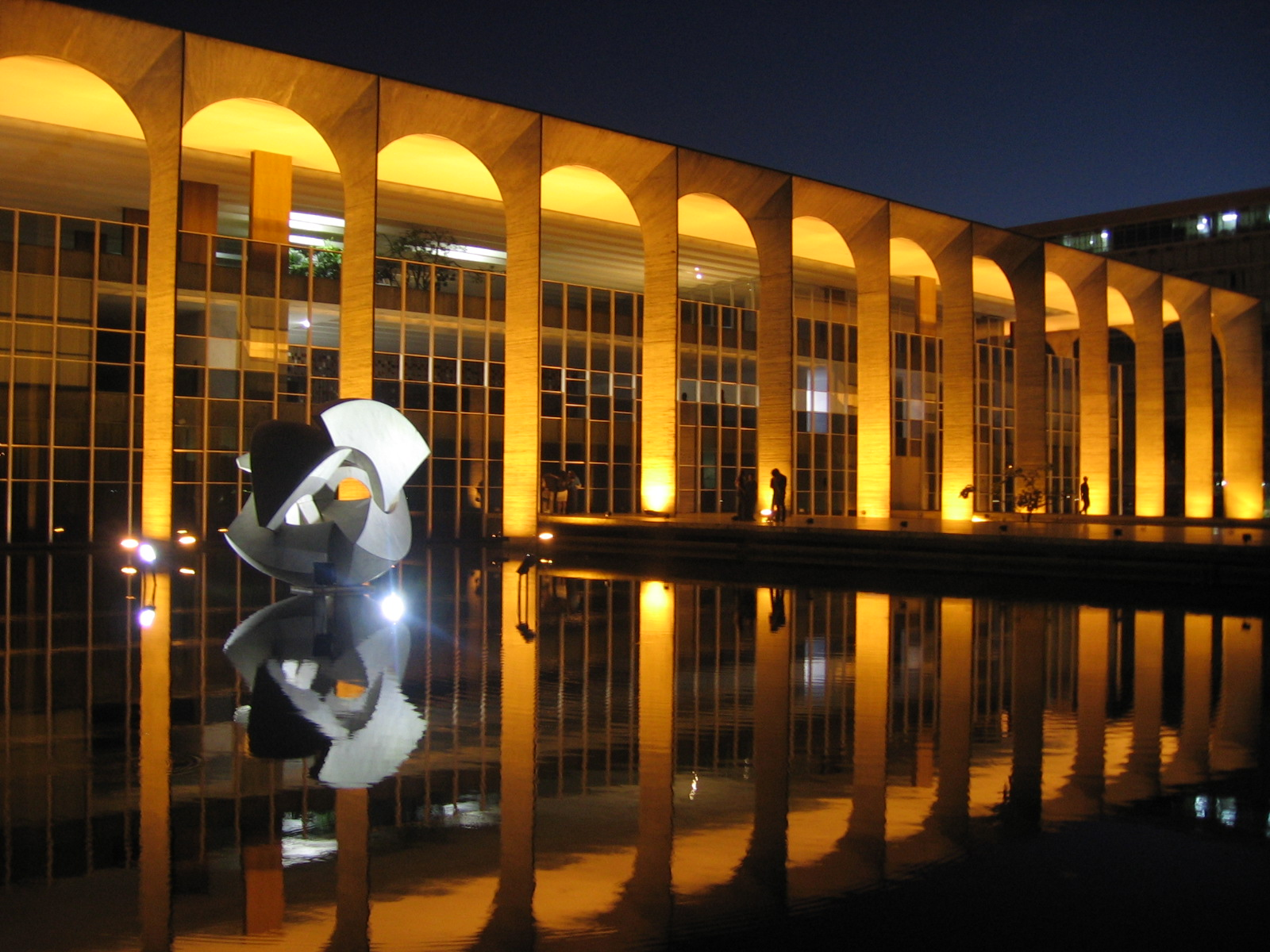
Бразиліа,Міністерство закордонних справ

Але грандіозний національний проєкт, втілений в реальність без урахування попередніх помилок реалізованих «ідеальних міст», втілив і їх помилки: монотонність стандартних житлових масивів, неприємну порожнечу площ, акцент на новітніх, позбавлених багатогранності, формах архітектури, скульптури.
Найнеприємніше почалося після заселення. Місто довго не сприймали рідним. Бюрократія приїздила, працювала скільки вимагали, але у відпустку чи канікули масово виїжджала в історично значущий Ріо-де-Жанейро. Для неї змінилися лише декорації. В місті запанували корупція, схильність до махінацій, агресивності і цинізму.
Столиця швидко стала закритим клубом для багатих верств населення, де не було місця простим людям, котрі не мали великих статків. Мерія добилася, щоб тих виселили за передмістя столиці, де виникли звичні трущобні райони з біднотою, антисанітарією і безнадійністю. Виразна архітектура ідеального міста вкотре виявилися нездатною вирішити проблеми бразильського суспільства.